# سیپیکات
سیپیکات (انگلیسی: SEPECAT) شرکت صنایع جنگ‌افزاری بریتانیایی فرانسوی است، که در سال ۱۹۶۶ تأسیس شد.